# Калевала (аэропорт)
Аэропорт Калевала — аэропорт местных воздушных линий в Калевале. 
Аэродром 4 класса, он способен принимать Ан-2, Ан-28, Let L-410 Turbolet и другие ВС 4 класса, а также вертолёты всех типов. Расположен в 3 км северо-западней города.
В аэропорту работает диспетчер авиалесоохраны.

## История
22 октября 1933 г. впервые состоялся авиарейс из Петрозаводска в Ухту. В 1934 г. на линии были задействованы самолеты «Сталь-2» и У-2.
С декабря 1944 г. было организовано регулярное воздушное сообщение по маршруту Петрозаводск-Ухта-Кестеньга с посадкой на ледовый аэродром Ухты. В 1950-х — 1990-х гг. на линии использовались самолеты Ан-2.
В зимнее время в 1970—1980-хх гг. из аэропорта осуществлялись полёты в Юшкозеро, Вокнаволок, Луусалми, Кемь.
В военные годы использовался Финскими военными.
В аэропорту недавно[когда?] был установлен Допплеровский Метеорологический Радиолокатор «ДМРЛ-С».

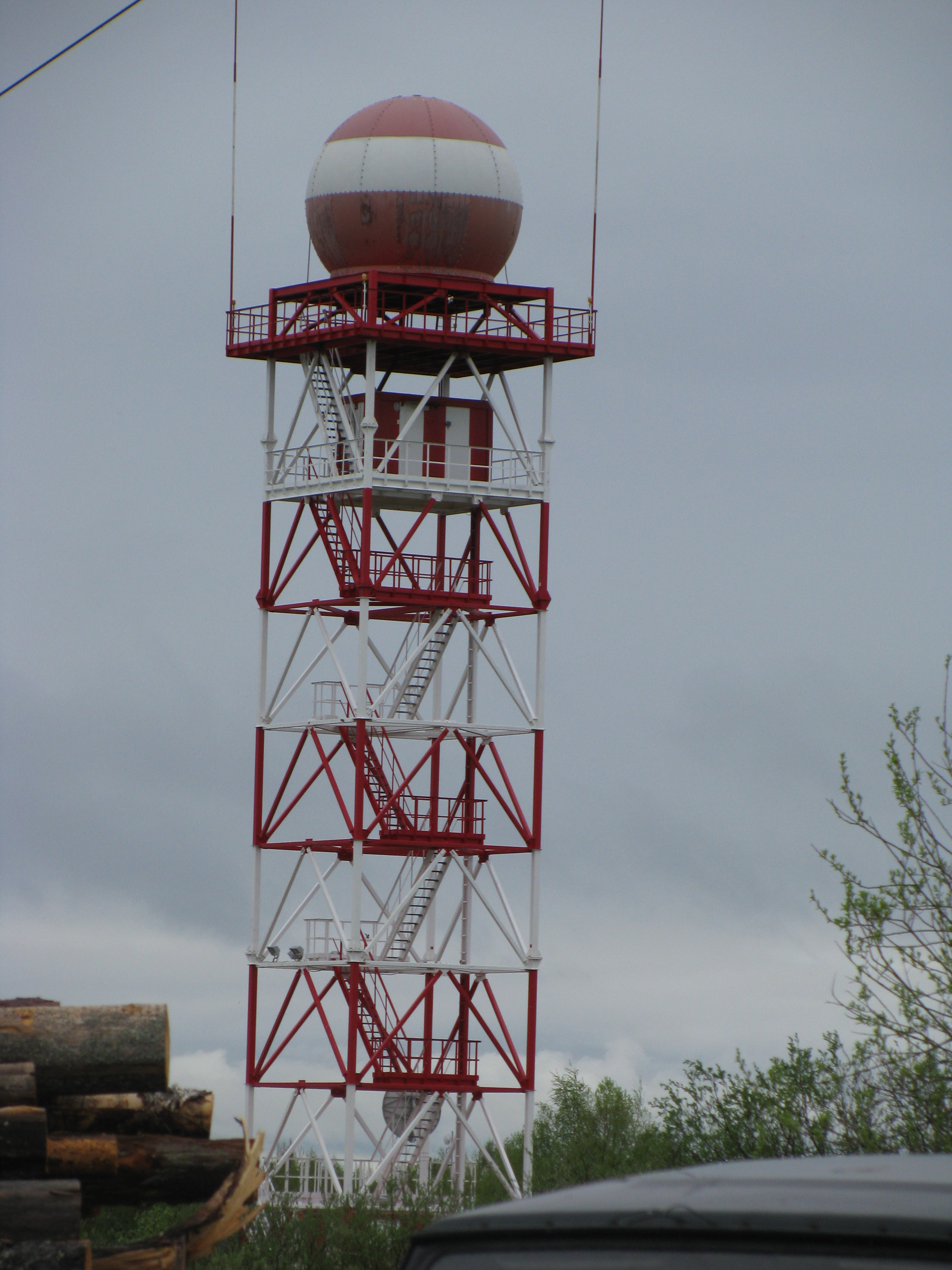
Допплеровский Метеорологический Радиолокатор «ДМРЛ-С» в аэропорту Калевала